# Модель Европейского союза
Модель Европейского Союза - это ролевая игра и учебная конференция, развивающая формат ролевых игр, имитирующий работу ведущих международных организаций. Принцип игры Модель ЕС во многом схож с более распространенной и в силу объективных причин, более простой Модели Организации Объединенных Наций.
Первые начинания по организации и проведению Модели ЕС относятся к просветительской деятельности Европейской Комиссии. Так первые моделирующие конференции возникли еще в 1970-е годы, преимущественно в странах Латинской Америки. В России первая попытка была предпринята на базе Московского МГИМО. Однако, игра состоялась только один раз и несмотря на дальнейшие попытки организаторов, не прижилась. 
Эстафету подхватили в Санкт-Петербурге в 2006 году, где на базе факультета международных отношений при поддержке проф. К.К.Худолея  доцентом Д.А.Леви был разработан оригинальный сценарий проведения Модели ЕС. Ставка делалась на образовательные возможности и на усложнение игры так, чтобы с одной стороны скопировать лучше стороны игрового сценария Модели ООН, а с другой стороны предложить русифицированный вариант изучения правил и методов принятия решений по образцу бельгийского Колледжа Европы. Результатом стала оригинальная игра, где помимо институтов моделируется работа общественных структур - средств массовой информации, представителей групп интересов, транснациональных компаний и общественных объединений. Позднее игра модифицировалась и расширялась. В доработку сюжетов и к формированию отдельных игровых ответвлений, таких как отдельная Модель переговоров старших должностных лиц Европейского Союза и ЕАЭС, подключились ученые и исследователи кафедры Европейских исследований, среди которых можно отменить разработки доцентов Н.Г.Заславской и Т.А.Романовой. 
В последние годы Санкт-Петербургская Студенческая Модель ЕС переживает не лучшие времена: реорганизация и последовавший кризис развития гуманитарных специальностей в Университете привел к осложнению работы любых общественных инициатив, включая проведение научных и учебных конференций, поиск софинансирования и проч. Тем не менее, конференция собирает ежегодно более 200 участников из 10-15 ВУЗов России и 5-8 стран Европы и Азии. Оргвзносы с участников не взимаются.